# Palio di Pasqua Rosata
Il palio di Pasqua Rosata  era un palio che si svolgeva ad Assisi, nel giorno di Pentecoste, chiamato anche "Pasqua rosata", menzionato nei documenti a partire dal 1458. Si teneva sul "Colle" e si trattava di uno dei giochi che si tenevano nella giornata della Pentecoste, dopo che il vescovo aveva celebrato nella cattedrale di San Rufino la prima comunione dei bambini della diocesi. Era una gara di balestrieri, suddivisi nelle due squadre dei militari (milites) e dei civili (boni homines).
La rievocazione storica del palio si svolge attualmente l'ultimo fine settimana di giugno ad Assisi.
Il palio di Cento, in provincia di Ferrara, che si svolge ugualmente nel giorno di Pentecoste (Pasqua rosata), si tiene per commemorare lo scampato attacco alla rocca dell'8 giugno (vigilia di Pentecoste) del 1443, quando questa venne assediatada dall'esercito milanese dei Visconti, condotto da Luigi dal Verme.

## Palio di Pasqua Rosata di Assisi
L'usanza del palio è stata ripristinata ad Assisi dal 2000 con una gara per singoli, in cui ciascun balestriere partecipa con la propria balestra e con verrette preparate appositamente. Al vincitore della quale va una verretta d'argento. Dal 2007 si disputa inoltre la gara a squadre tra i "Milites" e i "Boni Homines" e alla squadra vincitrice va il drappo, dipinto da un artista.
La gara si disputa da una distanza di 36 m: il bersaglio consiste in un quadrello per ciascuna squadra e in corniolo o tasso per il singolo.
La balestra in uso è quella all'italiana, in uso nel XV secolo.
La gara è accompagnata da un corteo storico si snoda dalla piazza del Comune alla piazza dove si svolge il palio e comprende, oltre i balestrieri, tamburini, sbandieratori, danzatrici.